# Elatostema rupestre
Elatostema rupestre là loài thực vật có hoa trong họ Tầm ma. Loài này được (Buch.-Ham. ex D.Don) Wedd. mô tả khoa học đầu tiên năm 1856.